# Fun Lovin' Criminals
Fun Lovin' Criminals je americká funk-hip-hopová skupina z New York City. Mezi její nejznámější písně patří Scooby Snacks, která sampluje hlášky z filmů Quentina Tarantina, a skladba Love Unlimited.

## Historie
Skupinu založili v roce 1993 hudebníci žijící v New York City, jejich hudba se často zaměřuje právě na život v americkém velkoměstě, který souvisí s kriminalitou, městskými gangy, drogami. Kapelu založili Huey Morgan, Brian "Fast" Leiser a Steve Borgovini, kteří se setkali v newyorkském klubu, ve kterém všichni pracovali. V roce 2021 skupinu opustil Huey Morgan, kapela se rozpadla, později se k nim přidal kytarista Naim Cortazzi, kapela začala znovu intenzivně zkoušet a vydala se v roce 2024 na americké, později i světové turné. V rámci turné vystoupila mimo jiné na festivalu Groove Brno.

## Tvorba
Fun Lovin' Criminals jsou známí především jako autoři skladby Scooby Snacks, která využívá soundtrack filmů Quentina Tarantina. Jejich hudba může být charakterizována jako gangsta hip hop nebo gangsta funk, s odkazy na latino soul. Největší ohlas získali především v Evropě po vydání alb Come Find Yourself (1996) a 100% Colombian (1998) na konci 90. let. Po roce 2021 ve staronové sestavě kapely se po odchodu Huey Morgana Fun Lovin' Criminals opět vydali na turné a nahráli nové album A Matter of Time (2025).

## Diskografie

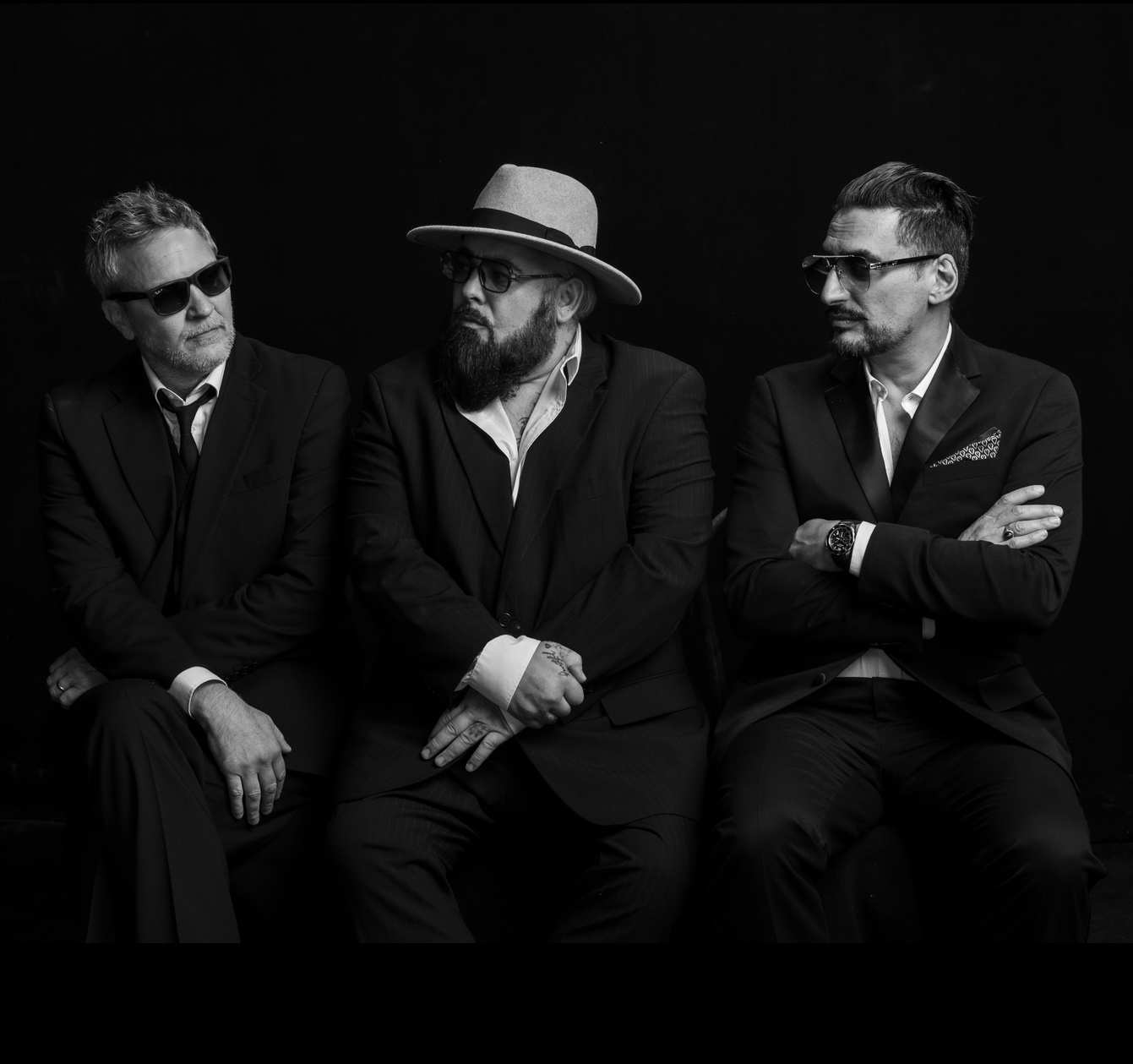
Fun Lovin' Criminals v roce 2024

- Come Find Yourself (1996)
- 100% Colombian (1998)
- Loco (2001)
- Welcome to Poppy's (2003)Fun Lovin' Criminals v roce 2024
- Livin' in the City (2005)
- Classic Fantastic (2010)
- A Matter Of Time (2025)

## Členové

### Současní
- Brian Leiser – baskytara, klávesy, trumpeta, harmonika, zpěv
- Frank Benbini – bicí, zpěv
- Naim Cortazzi – kytara, zpěv

### Minulí
- Huey Morgan – kytara, hlavní zpěv (1993–2021)
- Steve Borgovini – bicí (1993–1999)
- Maxwell Jayson - bicí (1999–2003)